# Торговец Хорн
«Торговец Хорн» (англ. Trader Horn) — американский приключенческий фильм компании «Metro-Goldwyn-Mayer» 1931 года режиссёра В. С. Ван Дайка. Первый недокументальный фильм, снятый в Африке. Фильм основан на одноимённой книге торговца и искателя приключений Альфреда Алоизиуса Хорна и рассказывает о его приключениях на африканском сафари. Адаптацией книги занимались Джон Томас Невилл и Дейл Ван Эвери, написанием диалогов — Сирил Хьюм, а автором сценария стал Ричард Шаер. Фильм был выдвинут на премию Американской киноакадемии в номинации лучший фильм. Картина заработала в прокате в США и Канаде 1,6 миллиона долларов, и 1,9 миллиона долларов за границей, что в общей сумме дало 3,6 миллиона долларов. 
По сюжету картины, торговец Хорн и его компаньон Перу отправились в сафари по неизведанным районам Африки, где нашли убитую туземцами миссионерку Эдит Трент. Узнав, что у неё была дочь, они решили начать её поиски, в итоге выяснив, что она стала королевой особо дикого племени туземцев. Исполнительница главной роли актриса Эдвина Бут во время съёмок заразилась малярией (или шистосомозом), положившей конец её карьере в кино, что в итоге привело к её судебным искам к компании «Metro-Goldwyn-Mayer».. Дело в итоге было урегулировано во внесудебном порядке. 
В 1973 году компания «Metro-Goldwyn-Mayer» выпустила одноимённый ремейк c Родом Тейлором в главной роли.

## В ролях
- Гарри Кэри  — Алоизиус «Торговец» Хорн
- Эдвина Бут — Нина Трент
- Дункан Ренальдо — Перу
- Олайв Кэри — Эдит Трент